# Harold Rosenberg
Pour les articles homonymes, voir Rosenberg.
Harold Rosenberg (né à New York le 2 février 1906, décédé le 11 juillet 1978 dans la même ville) est un écrivain, professeur, philosophe et critique d'art américain.

## Biographie
Harold Rosenberg grandit à Brooklyn. Il commence des études supérieures aux City College of New York (1923-1924), puis décroche son Bachelor of Laws à la Brooklyn Law School. C'est donc en tant que juriste qu'il commence sa carrière. Mais Harold préfère de loin s'épanouir dans d'autres lectures que celles liées au droit, dans l'immense bâtiment de la New York Public Library. Il embrasse dès lors une vie bohème, en même temps qu'il est frappé par une ostéomyélite mal soignée : il portera toute sa vie une canne.
Dans les années 1930, il devient marxiste et collabore à des revues socialistes comme Partisan Review, The New Masses, Poetry et Art Front. De 1938 À 1942, dans le cadre du Federal Writers' Project, il devient rédacteur en chef des American Guide Series, supervisant plus de 6 000 contributions d'écrivains. C'est durant cette période qu'il abandonne le marxisme. De 1943 à 1947, il travaille au Bureau d'information de guerre des États-Unis.
Il poursuit sa carrière comme critique d'art. Il est célèbre pour avoir défini ce qui allait être qualifié d'expressionnisme abstrait, ou Action Painting. L'expression est utilisée pour la première fois dans son article « American Action Painters » en décembre 1952, puis repris dans son livre The Tradition of the New publié en 1959.
Il y décrit le déplacement du centre artistique mondial de Paris à New York, thème déjà présent dans son article « The Fall of Paris », publié durant l'été 1940.
De 1946 à 1973, il est consultant pour le Ad Council (en). De 1953 à 1959, il est professeur d'études sociales à l'université de Chicago.
Rosenberg est réputé en tant que critique d'art, ses articles publiés dans le New Yorker dès les années 1950, sont à la fois craints et admirés.  
Ses principaux ouvrages théoriques sont The Tradition of the New (1959), The Anxious Object (1964), Art Work and Packages, Art and the Actor et The De-Definition of Art, ce dernier ouvrant la voix à une déconctruction de l'histoire de l'art, inscrivant Rosenberg parmi les pionniers de la postmodernité critique. 
Il a écrit des  monographies sur Willem de Kooning, Saul Steinberg, et Arshile Gorky. Marqué par sa jeunesse marxiste, les essais de Rosenberg tentent de montrer les courants qui traversent la peinture, la littérature, la politique en les reliant à la culture populaire.
Rosenberg a été le sujet d'une peinture d'Elaine de Kooning. Avec Clement Greenberg et Leo Steinberg, il est un des trois Rois de Cultureburg dans le pamphlet de Tom Wolfe, Le Mot peint (en).

## Œuvres
- The Tradition of the New (1959)
- Arshile Gorky: The Man, the Time, the Idea (1962)
- The Anxious Object (1964)
- Artworks and Packages (1969)
- Act and the Actor (1970)
- The De-definition of Art (1972)
- Discovering the Present (1973)
- Art on the Edge (1975)
- The Case of the Baffled Radical (1976)
- Art and Other Serious Matters (1978)

Traductions en français
- La dé-définition de l'art, Coll. Rayon art, Éditions Jacqueline Chambon (19 mai 1992)
- La Tradition du nouveau, Coll. Arguments, N° 10, Éditions de Minuit (18 novembre 1998)